# Arrondissement de Puget-Théniers
Il distretto di Puget-Théniers è un'antica divisione amministrativa delle Alpi Marittime. Fu creato due volte: sotto Napoleone I, tra il 1793 e il 1814, all'interno del primo dipartimento delle Alpi Marittime, poi il 23 giugno 1860, quando la contea di Nizza fu annessa alla Francia e avvenne la creazione del secondo dipartimento del Alpi Marittime. Sarà abolito nel 1926 e annesso al distretto di Nizza per motivi economici.

## Cantoni
Cantoni di Gilette, Guillaumes, Puget-Théniers, Roquestéron, Saint-Étienne-de-Tinée, Villars-sur-Var.
Nella seconda versione si aggiunse il cantone di Beuil.

1793 (arr. de Puget-Théniers in blu)
1860 (arr. de Puget-Théniers in blu)

## Elezioni
La Terza Repubblica usò i distretti come collegi uninominali per le elezioni della Camera. Poggetto Teneri tornò quindi ad avere un proprio deputato come ai tempi del Regno di Sardegna.